# Beire
Beire è un comune spagnolo di 296 abitanti situato nella comunità autonoma della Navarra.